# Jobs Bog
Jobs Bog er en del af Det Gamle Testamente. Bogen behandler lidelsesproblemet, med Job som gennemgående person.

## Indhold
Kapitel 1-2 Prolog: En dialog i Himlen og på jorden
Kapitel 3-14 Første dialog-kreds
Kapitel 15-21 Anden dialog-kreds
Kapitel 22-27 Tredje dialog-kreds
Kapitel 28-31 Jobs enetale
Kapitel 32-37 Elihus enetale
Kapitel 38-41 Herrens enetale
Kapitel 42:1-6 Jobs trosbekendelse
Kapitel 42:2-17 Epilog: Troens orden og frihed

## Karakteristik
Jobs Bog er i enhver henseende det vanskeligste skrift i Det Gamle Testamente, den hebraiske Bibel. Alene oversættelsen af det meget raffinerede hebraiske skriftsprog er svært. Flere nøglesteder kan oversættes på mere end én måde – ikke mindst det afgørende afsnit 42:1-6 – hvilket gør det svært at nå til én endegyldig udlægning. Men også indholdet er uventet og nærmest skandaløst. Følgelig har Jobs Bog været genstand for mange divergerende teologiske tolkninger, i højere grad end de fleste andre af Bibelens skrifter.
Jobs Bog handler om Guds "kreative retfærdighed", Herrens "der blive lys" overfor kaos og mørke. Skriftet handler om tvivl, udtrykt som spørgsmål – Gud spørger Satan, der svarer med at stille spørgsmål til Gud, Job spørger Gud, og Gud spørger Job. Tvivlen angår ægtheden hos Herren og hos Job, og ægtheden kræver frihed for at kunne bevise sig selv. Ægthed kræver et valg.
Udgangspunktet er, at Satan beder Gud om at prøve Jobs loyalitet over for Gud. Bare for at prøve den retfærdige Job tillader Herren, at han mister alt.
Job er en mand, der leder efter sit eschaton, formålet med sin lidelse, hvad den skal tjene til. Hvorfor rammer ulykken de retfærdige? Hans skæbne – fra rigdom og sundhed til fattigdom og sygdom – har bragt ham i indre opbrud, i eksistentiel exodus (= udvandring). Job er et billede på folket Israel (et navn, der betyder "Kæmper-Med-Gud"). Han begynder som vanefrom mand (1:5), men bliver snart desperat "tilhænger af systemet" (1:21), inden han bliver "systemkritiker" og oppositionel, der hele vejen kun giver udtryk for uenighed, indtil han til allersidst bliver personligt troende (42:1-6) som følge af sit eget møde med Herren.
Formen er dialoger mellem forskellige parter, der udæsker hinanden. Satan udæsker Gud (pga. misundelse forklædt som retfærdig harme?) og vennerne udæsker Job (af samme grund?).
Centralt står samtalerne mellem Job og hans såkaldte "venner", der fremstiller to modstridende helhedssyn. Fælles for dem er: Det er Gud, der handler med Job, og: Gud bør være fair. Uenigheden drejer sig om: Har Gud ret til at gøre sådan – er han fair? Er Gud moralsk? Skal man nøjes med at tage sin skæbne ad notam? Eller kan man indanke sin sag for Gud?
Vennerne repræsenterer "det sociale selv" (det almindeligt accepterede livssyn, "samfundet") og forsvarer Guds rimelighed, at Herren er fornuftig efter menneskers målestok (og dermed tæmmet). Job repræsenterer "det isolerede selv" (den personlige erfaring af lidelse) og skælder ud på Vorherre (og viser dermed, at han selv er utæmmet og ikke er "færdig" med Gud).
Én af "finterne" i Jobs Bog viser sig i den generelle tendens i traditionelle teologiske udlægninger til de facto at tage plads blandt Jobs venner og forvente selvydmygelse af Job.
Jobs Bog skal ikke læses lineært, som en logisk afhandling. Den handler om "sorg-bearbejdelse" og eksistentiel undersøgelse af trosmuligheder. Den er en slags terapisamtale, der går frem og tilbage, veksler mellem position og negation, mellem håb og desperation. Hovedpersonen Job er selv parthaver i processen og derfor ikke selv sikker på dens udfald. Og bevægelsen går også mellem vennerne og Job – det er jo samme digter, der taler gennem begge parter.

## Den norrøne Job
Fra norrøn religiøs litteratur kendes Islandsk homiliebog og Gammel norsk homiliebog fra 1100-tallet, indeholdende elleve nærmest identiske prædikener. Begge findes i manuskripter fra første del af 1200-tallet.
Fortællingen om Job findes kun i Islandsk homiliebog. Særlig i homilien Kirkjuhelgi (= Kirkens hellighed) hører vi om Job, men her gengives kun den del af Jobs bog, der omhandler hans prøvelser, hvor den bibelske Jobs bog også gengiver dialogen mellem Job og hans venner. Kirkjuhelgi indledes med kong Salomos ord om, at vil man øve gode gerninger og tjene Gud, må man vise tålmod og modstå fristelser, også hvis man kom til at tabe sit gods og guld, helbred, slægt og venner. Uvennen, djævelen, kan nemlig benytte anledningen til at friste, når man er slået ud. Da tjener den hellige Job som et godt forbillede. Ifølge Kyrkjuhelgi havde djævelen mødt Gud og fortalt om sine forsøg på at lokke menneskene på glatis. Gud spurgte djævelen, om han ikke havde mødt Guds retsindede ven Job. Det endte med, at djævelen fik tilladelse til at sætte Jobs loyalitet på prøve ved at fratage ham hans rigdom og hans børn. Ifølge Kyrkjuhelgi sætter Gud alle sine venner på prøve. Der findes tre slags af Guds venner:
- Dem, der elsker ham og kun ønsker sig evig salighed.
- Dernæst dem, der udfører sine handlinger for at opnå velstand og anseelse i dette liv.
- Og endelig dem, der ønsker sig begge dele.

Job tilhører den første kategori, mens de to andre vil svigte Gud, når han sætter dem på prøve, og derfor vil de også tabe de goder, han har givet dem. Jobs tab summeres op i Kyrkjuhelgi: 7.000 får, 7.000 kameler, 500 okser og 500 æsler. Han rammes også af spedalskhed, men fortæller sin kone, der kritiserer hans tro, at Gud elsker ham ligesom før, men straffer ham for hans synder. Er han loyal som før mod Gud, vil Gud til sidst trøste ham. Gud helbredte ham dermed og gav ham endnu større rigdom og anseelse end før. 
Forskellen mellem den bibelske og den norrøne Job er stor. I Bibelen spørges der: "Kan en retfærdig mand lide?" og svaret er ja. Budskabet er at vise ydmyghed og tålmod, mens Islandsk homiliebog lægger vægt på venskab, loyalitet og tålmod, fordi det var det, norrøne mennesker bedst forstod. Kongespejlet fra 1200-tallet bruger fortællingen til at understrege Guds magt over djævelen. Det er Gud, som tillader djævelen at friste Job, og Gud, der sætter rammerne for de prøvelser, han udsættes for. 

## Den babylonske Job
Et værk fra Mesopotamien, der minder om Jobs bog, er Ludlul bel nemeqi (= "Jeg vil hylde Visdommens herre", bel = herre, som i Beelzebub = Fluernes herre). Teksten er på akkadisk, og handler, som Jobs bog, om en mands kamp med det ondes problem. Den udgøres af over 400 linjer og er blevet tolket som en taksigelse til guderne ved helbredelse efter sygdom. Hovedpersonen, Shubshi-meshre-Shakkan, indehar embeder og ejer slaver, men pludselig og tilsyneladende grundløst styrtes han i ulykke af guderne. Ramt af sygdom og forladt af alle ender han selv som slave. Manden sørger og klager over at Marduk har overladt ham til sådan en skæbne, men til slut tager guden ham til nåde igen, og alt ender i fryd og gammen. Teksten har, efter akkadisk skik, fået navn efter de ord, den begynder med, men kendes i vor tid også som "den babylonske Job". Den må have været kendt over store områder, da tavler og fragmenter er fundet på steder så fjernt fra hinanden som Ninive i Assyrien og Sippur i Babylonien.